# ポスト・フォーディズム
ポスト・フォーディズム（Post-Fordism）とは、フォーディズム生産の終焉後の、柔軟な生産（英語版）、労使関係の個別化、市場の異なるセグメントへの細分化によって定義される、新しい生産方法の成長を表すために使用される用語。 
1970 年代と1980 年代にフランスのマルクス主義経済学者とアメリカの労働経済学者によって広く提唱されたが、ポストフォーディズムの性質と範囲の定義は大きく異なり、学者の間でも議論されている。

## 解説
フォーディズムは 1910 年代から 1960 年代にかけて生産組織の支配的なモデルであり、アメリカの製造業の大規模な成長を促し、同国の工業大国としての地位確立に寄与した。 同モデルは、ヘンリー・フォードによって完成されたライン生産方式を特徴としていた。 ポスト・フォーディズム理論家の中には、米国経済の優位性の終焉はフォーディズムの終焉によって説明されると主張する者もいる。
ポスト・フォーディストの消費は、消費者の選択肢とアイデンティティの増加によって特徴付けられる。 そのため、小売業者はトレンドや需要の変化を理解するために、情報技術の向上を通じて消費者データを収集しようとしている。 したがって、生産ネットワークでは、従業員の柔軟性の向上が求められており、従業員の役割がより多様になり、労使関係がより個別化され、無駄のない製造など消費者の需要の変化に対応するためのより柔軟な生産モード（たとえば、リーン生産方式）が求められる。

## 概略
ポスト・フォーディズムには、次の特徴があるとされる。
- 小ロット生産
- 範囲の経済
- 専門的な製品と仕事
- 新しい情報技術
- これまでの社会階級の重視とは対照的に、消費者のタイプを重視
- サービスとホワイトカラーの台頭
- 労働力の女性化

### 消費と生産
ポスト・フォーディストの消費は、個人主義と消費者の選択によって特徴付けられる。 消費のパターンはライフスタイルとアイデンティティを重視しており、消費は文化の重要な部分である。 消費者は生産組織を決定する「世界的な独裁者」となり、小売業者は消費者の需要のパターンに対応するために消費者データを処理しようとしている。 そのため、ポストフォーディズムと情報技術の台頭の間には強いつながりがある[2]。 
　ポスト・フォーディスト生産では、柔軟性の向上、特にリーン生産方式とジャストインタイム生産方法が優先される。 これにより、サプライヤーとメーカー間の相互作用がより密接になる経済地理が形成される。 労働市場にとって、これにより、分業から生産におけるさまざまな役割により適応できるものへの移行が必要となったが、同時に、労働プロセスへのより深い関与と知識、そして仕事に対する自主性の向上にもつながった。 非正規的な雇用形態が増加している。[2]

## 理論的アプローチ
地理学者のアッシュ・アミンによれば、ポスト・フォーディズムは一般に、レギュラシオン、柔軟な専門化、および新シュンペーター主義の 3 つの学派に分類されます [4]

### レギュラシオン理論
規制学校 規制アプローチ (新マルクス主義またはフランス規制学派とも呼ばれる) は、資本主義が危機、変化、不安定に向かう傾向と、制度、規則、規範を安定させる能力の両方を持っているというパラドックスに対処するために設計されました。 この理論は 2 つの重要な概念に基づいています。 「蓄積の体制」とは、フォーディズムやポスト・フォーディズムなどの生産と消費のシステムを指します。 「規制様式」とは、蓄積体制を制御し、その形式を決定する社会の成文法および不文法を指します。 規制理論によれば、あらゆる蓄積体制は危機点に達し、その時点では規制方式がそれをサポートできなくなり、社会は新たな規則と規範を見つけて新たな規制方式を形成することを余儀なくされる。 これにより新たな蓄積体制が始まり、最終的には危機に達することになります。 規制理論の支持者には、ミシェル・アリエッタ、ロバート・ボワイエ、ボブ・ジェソップ、アラン・リピエッツが含まれます。

### フレキシブル理論
柔軟な専門化 柔軟な専門化アプローチ (ネオ・スミシアン アプローチとしても知られる) の支持者は、特に 1970 年代初頭における国際経済の根本的な変化により、企業は大量生産から柔軟な専門化として知られる新しい戦略への切り替えを余儀なくされたと考えています。[6] 企業はジェネリック商品を生産するよりも、さまざまな消費者グループをターゲットとした、味覚やファッション感覚に訴える多様な製品ラインを生産するほうが利益が得られることに気づきました。 企業は単一製品の大量生産に巨額の資金を投資する代わりに、柔軟で市場の気まぐれに迅速に対応できる労働力と機械を用いたインテリジェントなシステムを構築する必要がありました。 柔軟な生産に最初に関連付けられた技術は、1950 年代に米国で開発された数値制御技術でした。 しかし、その後、日本で開発された CNC がそれに取って代わりました。 コンピュータの発展は、柔軟な専門化の技術にとって非常に重要でした。 コンピューターは、生産される商品の特性を変更できるだけでなく、データを分析して供給品を注文し、現在の需要に応じて商品を生産することもできます。 これらのタイプのテクノロジーにより、調整が簡単かつ安価になり、小規模な特殊生産の実行が経済的に実現可能になりました。
柔軟性と労働スキルも重要でした。 労働力は、スキルに柔軟なコアと時間に柔軟に対応できる周辺部に分割されました。 中核となる労働者と生産に使用される機械のスキルと知識の柔軟性と多様性により、商品の特殊な生産が可能になりました。 最新のジャストインタイム製造は、生産に対する柔軟なアプローチの一例です。 同様に、生産構造も部門レベルで変化し始めた。 単一の企業が原材料から完成品までの組立ラインを担当するのではなく、個々の企業が専門分野に特化することで、生産プロセスが細分化されました。 この専門化理論の証拠として、支持者らはマーシャルの「工業地区」、つまり総合企業のクラスターがシリコンバレー、ユトランド半島、スモーランド諸島、イタリアのいくつかの地域などで発展していると主張している。

### 新シュンペーター主義
ポストフォーディズムに対する新シュンペーター的アプローチは、コンドラチェフの波（長波としても知られる）の理論に基づいています。 この理論では、「技術経済パラダイム」（ペレス（英語版））[7] がそれぞれの長波を特徴づけると考えられています。 フォーディズムはコンドラチェフ第四波の技術経済パラダイムであり、従ってポストフォーディズムは情報通信技術が支配する第五波の技術経済パラダイムである。 著名な新シュンペーター思想家には、カルロタ・ペレスとクリストファー・フリーマン、マイケル・ストーパーとリチャード・ウォーカーが含まれます。

### イタリアにおけるポスト・フォーディスト理論
イタリアでは、ポスト・フォーディズムは労働者主義や自治主義(オートノミズム)の長い波によって理論化されてきた。 この傾向の主な思想家には、スイス系イタリア人の経済学者クリスチャン・マラッツィ、アントニオ・ネグリ、パオロ・ヴィルノ、カルロ・ヴェルセローネ、マウリツィオ・ラッツァラートが含まれる。 マラッツィの『資本と言語』は、金融市場の極度の不安定性は一般に「実体経済」（生産され販売される有形財の経済）とより投機的な金融金融経済との間の乖離に起因すると考えられているという事実を出発点としている。 しかし、この区別は、両方の領域が言語とコミュニケーションによって構造的に影響を受けるフォーディスト後の新経済では適用されなくなって久しい。 マラッツィは『資本と言語』の中で、金融市場の変化と労働の非物質的労働への転換（つまり、抽象的な知識、一般知性、社会協力への依存）は、新たな発展パラダイムの両面である、つまり「感謝による金融化」であると主張している。 ニューエコノミーの台頭へ。 「技術的および政治的階級構成」の発展という観点から見ると、ポスト・フォーディスト時代における危機は、同時に「資本主義発展の最高点」と、新しい技術ツールがどのように開発され、どのように機能するか（貨幣の形態、 言語規則、首都と言語）。 [ザニーニ、A. 2010、「イタリア労働者主義の哲学的基礎について: 概念的なアプローチ」、史的唯物論、18、4: 39–63。]

### フォーディズムからポスト・フォーディズムへの変化
ポストフォーディズムは、消費と生産に対する新しい見方をもたらしました。 主要市場の飽和により、大量消費とより高い生活水準の追求への反動が生じた[8]。 この変化は、生産の観点から市場の見方に変化をもたらしました。 消費者は、大量生産によってサービスを提供される大衆市場として見られるのではなく、専門商品の少量バッチでより適切にサービスを提供できる、さまざまな目標を追求するさまざまなグループとして見なされ始めました。 大衆市場はそれほど重要ではなくなり、一方、高級品、カスタム品、または地位のある商品の市場はより重要になった[10]。 組織と規模の経済が組織と範囲の経済に置き換えられるにつれて、生産は均一性と標準化が低下し、より多様で差別化されました。 [11] 
　フォーディズムからポストフォーディズムへの移行に伴う生産の変化には、経済、政治、著名なイデオロギーの変化が伴いました。 経済の分野では、ポストフォーディズムにより国民国家による規制と生産が衰退し、グローバル市場と企業の台頭がもたらされました。 マスマーケティングは柔軟な専門分野に置き換えられ、組織は命令よりもコミュニケーションを重視するようになりました。 インターナルマーケティング、フランチャイズ、下請けの増加、パートタイム・派遣社員・自営業者・在宅勤務者の増加により、労働力は変化しました。 政治的には、階級に基づく政党は衰退し、地域、性別、人種に基づく社会運動が増加しました。 大衆労働組合は消滅し始め、代わりに局所的な工場ベースの交渉が取って代わった。 文化的およびイデオロギーの変化には、個人主義的な思考と行動様式の台頭と起業家精神の文化が含まれていました。 生産の変化に伴い、より多くの知識ベースの労働者の必要性が認識されるようになり、教育は標準化されなくなり、より専門化されました。 生じた著名なイデオロギーには、価値観の断片化と多元主義、ポストモダンの折衷主義、文化に対するポピュリズム的なアプローチが含まれます。 [12]

## 事例

### イタリア
ポスト・フォーディストの特殊な生産の主な例の 1 つは、「第三のイタリア」として知られる地域で行われました。 第一のイタリアにはトリノ、ミラノ、ジェノバなどの大規模な大量生産地域が含まれ、第二のイタリアには未開発の南部が描かれていました。 しかし、第三のイタリアは、1970 年代と1980年代に、国の中央部と北東部で小規模な企業や工場のクラスターが発展した場所です。 第三イタリアの地域には、トスカーナ、ウンブリア、マルケ、エミリア＝ロマーニャ、ヴェネト、フリウーリ、トレンティーノ アルト アディジェ/ズートティロルが含まれます。 各地域はさまざまな関連性の低い製品に特化しており、各作業場には通常 5 ～ 50 人の労働者がおり、多くの場合は 10 人未満の労働者がいました。 各地域の製品範囲は、フォーディスト以降の範囲の経済への移行を反映しています。 さらに、これらの工房は高品質の製品を生産し、高度な技術を持ち、高給取りの労働者を雇用していることでも知られていました。 ワークショップは非常にデザイン指向であり、起業家、デザイナー、エンジニア、労働者の協力を伴う学際的なものでした[13]。

### 日本
第二次世界大戦後、日本の生産にはいくつかの変化があり、それがポスト・フォーディストの状況を発展させました。 まず、独立した労働組合を経営者寄りの企業ベースの労働組合に置き換えるなど、企業構造に変化があった。 男性の多様なスキルを持つ工場常駐の労働者の中核を育成する。 そして、ほとんどが女性であった、訓練を受けていない臨時従業員やパートタイム従業員の周辺部が発展した。 第二に、第二次世界大戦後、日本は輸入障壁や外国投資制限によりある程度孤立していたため、日本は生産技術の実験を始めました。 第三に、輸入技術がより入手可能になるにつれて、日本はそれらを複製・吸収・改良し始め、多くの改良は日本の状況に合わせた修正から得られました。 第四に、日本は比較的小さな市場で幅広い製品の需要に応えるため、小ロット生産と製品ラインの迅速な切り替えの必要性に注力し始めました。 非公式の価格設定により、競争は価格ではなく製品の差別化に基づいていました。 その結果、特にさまざまな企業間で、生産は標準化されなくなり、より専門化されました。 第五に、日本は長期的な供給と下請けのネットワークを構築し始めたが、これは垂直統合されたフォーディスト的なアメリカ企業とは対照的であった。 第六に、中小規模の製造業者は幅広い製品を生産していたため、米国のフォーディスト産業における特殊で高価な生産機械とは対照的に、手頃な価格の多目的機器が必要でした。 柔軟な生産のための技術は日本では重要であり、特に小規模生産者にとっては必要でした。 小規模生産者もコスト削減の必要性を認識しました。 その結果、日本はロボットと CNC の主要ユーザーの 1 つになりました。[14] 時間が経つにつれて、日本における生産におけるこれら 6 つの変化は制度化されました。

## 批判
ポスト・フォーディズムに対する主な批判は、ポスト・フォーディズムはフォーディズム革命の本質を誤っており、フォーディズムは危機に陥っているのではなく、単に進化しているだけであり、今後も進化し続けるだろうと主張している[15]。 ポスト・フォーディズムは確かに存在するが、フォーディズムと共存していると信じている批評家もいる。
自動車産業は、大量生産と柔軟な専門化の両方を利用して、フォーディスト戦略とポストフォーディスト戦略を組み合わせてきました[16]。 フォードは、フォーディズムが進化し続けることができるように、大量生産に柔軟性を導入しました。
しかし、ポスト・フォーディズムを支持する人々は、主に柔軟な専門化に焦点を当てた批判は、生活の他の分野におけるフォーディズム後の変化を無視しており、ポスト・フォーディズムを検討する際に柔軟な専門化だけを考慮することはできないと指摘している。
もう一つの批判は、ポスト・フォーディズムが第三次イタリアと日本の例に過度に依存していることである。 日本はフォーディストでもポスト・フォーディストでもなく、垂直的崩壊と大量生産は密接な関係にあると考える人もいる[17]。 イタリアの新しい小規模企業は自律的に発展したのではなく、付加価値の低い仕事を小規模企業に委託したフォーディスト大企業の垂直崩壊の産物であると主張する人もいる[18]。 柔軟な専門化は大規模には起こっておらず、小規模企業は常に大量生産と並行して存在しているという批判もある。 
もう一つの主な批判は、本当に新しい生産システムがあるかどうかを判断するのに私たちがあまりにも最中にいるということである[19]。 「ポスト・フォーディズム」という用語は、文献の中で徐々に知識経済、認知資本主義、認知文化経済などの一連の代替用語に取って代わられつつある。 この語彙の変化は、多くの重要な概念の変化にも関連しています (上記のセクションを参照)。

## 参照
1. 1 2   Key Concepts in Economic Geography. London: SAGE Publications Ltd.. (2011)